# 上行寺 (登米市)
上行寺（じょうぎょうじ）は、宮城県登米市に所在する日蓮正宗の寺院。山号は法栄山（ほうえいざん）。

## 起源と歴史
- 1283年（弘安6年） - 陸奥国三迫に法華堂が建立される。開基は日蓮正宗第3祖日目。
- 1285年（弘安8年） - 法華堂を陸奥国森村に移転。
- 1287年（弘安10年）- 地元の地頭三浦対馬の帰依により森村に寺院を建立して山号寺号を公称する。
- 1764年（明和元年） - 仙台に大石寺の末寺を建立しようとしたため、それに反対する他宗の僧侶や役人により、仙台法難が起こり、上行寺信徒も迫害を受ける。
- 1804年（文化元年） - 洞ノ口法難が起こる。

## 所在地
- 宮城県登米市迫町森字東表82-1

## 寺院周辺
- 登米市立森小学校
- 迫川

## 交通アクセス
- 東北本線新田駅より車で20分。
- 気仙沼線陸前豊里駅より車で15分。